# ジョン・ウィシャート
ジョン・ウィシャート（FRSE、英: John Wishart、1898年11月28日 - 1956年7月14日）は、スコットランド出身の統計学者。主に農業分野における統計問題を取り扱っていた。
ウィシャートは、ユニヴァーシティ・カレッジ・ロンドンでカール・ピアソンと研究を行い、またen:Rothamsted Experimental Stationでロナルド・フィッシャーとともに研究を行った。その後ケンブリッジ大学において統計分野を先導し、1953年にはケンブリッジ大学統計ラボラトリー(Statistical Laboratory)の初代ディレクターとなる。1931年にはエディンバラ大学のフェローに選ばれ、1937年からはen:Biometrika誌の編集に携わった。
ウィシャートは57歳のとき、国際連合食糧農業機関代表として研究センター設立のためメキシコのアカプルコ赴任滞在中に入浴中の事故により亡くなった。